# Бранко Павловић
Бранко Павловић (16. август 1928 — 14. март 1986) био је филозоф и писац. Предавао је Античку филозофију на Филозофском факултету Универзитета у Београду . Уређивао је часописе: Гледишта, Филозофија, и Савремене филозофске теме.
Дела:  Расправа о филозофским наукама (1973), Филозофија природе (1978), Ерос и дијалектика (1997), Метфизика и егзистенција (1997), Пресократска мисао (1997), Филозофски речник (1997), Филозофски триптих (1998), Видовија Артура Полачека (2000), Мислилац на Агори (2000). Увод у савремену филозофију (2003) , Филозофија науке (2007), Уџбеник "Историја филозофије", писан заједно са В. Кораћем и М. Животићем.
Учесник многих трибина, радио и ТВ емисија, округлих столова.
Многи његови савременици ће се сетити препуних предавања на Коларцу, и ништа мање посећених редовних предавања на Филозофском факултету Универзитета у Београду.

## Биографија
Након ни мало лаког детињства, одлази у Београд. После завршених студија на Филозофском факултету у Београду, радио је као професор филозофије и математике у једној београдској гимназији.  Прве радове је писао и објављивао за часопис Јеж. Објављене текстове је потписивао псеудонимом.
Желео је да прође барем још неколико година рада на факултету, сазревања његовог филозофског бића како би се посветио писању, али га је на огромну жалост прерана и злоћудна болест у томе спречила,  14. марта 1986. године.
Захваљујући борби породице да се радови и списи сачувају од заборава, борећи се да не оду у погрешне руке, великом љубазношћу његових студената Илије Марића (данас професора на Хемијском факултету у Београду) и Бранислава Гојковића (оснивача издавачке куће Плато), радови су пажљиво прегледани, прочитани, са љубављу уређени и објављени под окриљем издавачке куће Плато.
Ту се, између осталих могу наћи:  Метфизика и егзистенција (1997), Пресократска мисао (1997), Филозофски триптих (1998), Видовија Артура Полачека (2000), Мислилац на Агори (2000)
Остао је упамћен као врсни предавач античке филозофије, као неко ко је целим бићем умео да пренесе хеленску мисао на своје студенте, као и на оне који то нису били. Несумњив филозофски ерос је из кроз њега говорио, а професор Павловић је то са љубављу од искона примао и несебично делио.
Многи студентни памте чувене екскурзије по Грчкој и Италији.
Пресократска мисао је посвећена Милошу Н. Ђурићу : „Његова предавања и дела упутила су ме да високо ценим и волим хеленску мисао“
И чини се да је велики део овог највећег хеленисте у Срба оставио трага на покојног професора Бранка Павловића.
За његов кабинет број 353, биле су карактеристичне бисте Сократа, Платона и Аристотела, којих се сећају многи студенти и дан данас, као још једну од асоцијација на драгог професора.
Многи који су искрено осећали и поштовали извор филозофке мисли, и дан данас емотивно говоре о професору Павловићу. Као велика инспирација и узор, као најчистији преносилац љубави ка античкој филозофији био је и професору др. Богољубу Шијаковићу (професор на Богословском факултету у Београду), проф. др. Владану Перишићу (професор на Богословском факултету у Београду и бивши декан тог факултета), поменутом Илији Марићу и Браниславу Гојковићу као и Петру Живадиновићу[1], (некадашњем уреднику БИГЗ-а и директору културног центра у Паризу; оснивач издавачке куће Паидеа) и многим другима.
Сахрањен је у родном селу - Пироману. Епитаф на надгробној плочи, речи су супруге Мире и сина Дарка, који гласи: "Твоје речи имају ватрену моћ и бесконачну дубину"
На породичном гробу где је само мајка сахрањена, налазе се и фотогафије трагично настрадалог оца и брата. На том месту се може прочитати епитаф најинтимнијег значења за покојног Бранка Павловића :
| Јов 17,15 | И где је сада надање моје? Моје надање ко ће видети? |

Дубина и тежина овог питања га је пратила и обележила цео живот.

## Рекли су о Бранку Павловићу
- Посмртно слово професора Слободана Жуњића поводом смрти Бранка Павловића:

„Смрћу Бранка Павловића губимо вероватно последњег великог заступника изворног античког схватања филозофије као тежње ка мудрости. За њега филозофија није била само део школског систма и културно- научног погона, него суштинско обележје па и главно извориште духа једног времена и једног народа. У епохи свеопште политизације и технификације умешно је бранио једно традиционалније, али и племенитије разумевање задатка филозофа у јавном и друштвеном животу. Зато се филозофијом бавио са патосом на који упућује први део њеног имена, не осврћући се превише на то што је овај интелектуални афект љубави многима у међувремену постао неразумљив или чак сумњив. Он га је са убеђењем сматрао предусловом сваког правог филозофирања, разуме се, не и самом филозофијом. Филозофија је за њега једнако мало била само једно стање дуже колико и само неки посебан облик и знање. Била му је све то заједно, сазнајни, морални и културни став, али и врхунац једног образовног процеса, који се опсегом и надасве етичко-практичним усмерењем директно надовезивао на Платонов академјиски круг знања и васпитања. Ову филозофску праидеју је Павловић желео да преузме модерним средствима поуздајући се с правом у свој аутентични дар филозофског пропитивања и поучавања.
Изузетни и помало самоникли таленат га је учинио врсним филозофским списатељем и још сјајнијим предавачем. Сократске по духу, његов филозофске беседе су имале и сократско дејство: генерације и генерације младих људи биле су у свом преломном добу привучене и коначно придобијене за филозофију управо Павловићевим предавањима, можда најбољим предавањима из филозофије која су се код нас у континуитету могла слушати крајем шездесетих и током седамдесетих година. Пленио је истанчаношћу својих формулација, оштроумним запажањима, духовитим и оригиналним импровизацијама, а нарочито извандредним филозофским образовањем које данас све више постаје реткост. Оно му је омогућавало да се поуздано и лако креће у широким  историјским и темтским распонима, од пресократоваца до егзистенцијалиста, од филозофије религије и мита до филозофије природе и науке.
За собом је оставио неколико вредних књига и много значајних студија. Ипак, они коју буду познавали једино његове објављене радове имаће само бледу слику мисаоног богатства и реторичке уверљивости његове умне речи. Сада када је она неповратно усахла, сада када се његова егзистенција изједначила са својом коначношћу, сада када је смртно бивствовање постало бивствовање смрти, тек сада, као што то често бива, схватамо јасније да је његова борба за достојанство филозофије била уједно борба за сопствени животни смисао У једном федоновски интонираном циљу написао је редове који у фактицитету смрти неминовно добија аутобиографски значење:
„Силе судбине учинили смо световним силама. Једну од тих сила изазивамо природом нужношћу. Она чини моје тело трошним, а моју душу само хармонијом телесних делова, музиком на телесној лири. Тело ће постепено слабити, лира ће губити чврстину и звучност, музика ће једног дана престати. Могу донекле одлагати тај час, али он мора доћи. Против ове силе, дакле, не могу учинити ништа. Али зашто би ме ова немоћ спречавала да свој живт достојно проживим? И не само то, мудрост ми налаже да свој живот достојно довршим...“
Из свог најдубљег унутрашњег порива без остатка посвећен филозофији и наставно-педагошком раду, његов живот се завршио пре него што је дао све што је могао дати, али налог мудрости која га је водила није изневерио. „
- Милорад Љ. Миленковић:  Надгробно слово моме једином учитељу у филозофији Бранку У. Павловићу:

„/.../ Сада, када си отишао, када дар твог духа не може бити заборавњен, о путу којим ступаш, велим: о тој светој ствари нека свето ћутање размишља!
Вечна ти слава и хвала!“
- Здравко Кучнар, Политика, 16.6.2001.

„/.../У сенци поменутих издања израста у последњих неколико година, постепено, тихо и ненаметљиво, издање целокупног филозофског стваралаштва Бранка Павловића (1928—1996). Иако није формално означено као сабрана дела, ово издање сабире и износи на видело све оно што је написао Бранко Павловић.
Ширина интересовања
Реч је о прерано преминулом аутору који је за живота објавио свега две књиге: "Расправу о филозофским основама науке" (1973) и "Филозофију природе" (1978), ако не рачунамо уџбеник "Историја филозофије", писан заједно са В. Кораћем и М. Животићем.
Дугогодишњи професор филозофије на Универзитету, Павловић је био истински предан свом позиву. Међу својим студентима стекао је истинске поштоваце и ученике. Преданим радом оних који су му били наприврженији - Илије Марића, уредника, који је прикупио и припремио за објављивање све Павловићеве радове и рукописе из заоставштине, и Бранислава Гојковића, издавача, код "Платоа" се до сада појавило седам, од десет, књига које сам Павловић није стигао да објави. Четири књиге: "Ерос и дијалектика", "Метафизика и егзистенција", "Пресократска мисао" и "Филозофски речник", објављене су 1997, "Филозофски триптих" 1998, а недавно (са ознаком 2000) појавиле су се и најновије књиге: "Видовија Артура Полачека" и "Мислилац на агори".
Последње две књиге су на најлепши начин обележиле петнаестогодишњицу ауторове смрти.
Издање Павловићевих дела укључиће још и "Увођење у филозофију", "Филозофију науке" (чланке) и опсежна "Предавања о савременој филозофији", која припрема Илија Марић.
Већ и сами наслови указују на ширину пишчевих интересовања у филозофији. Она обухватају и античку и модерну и савремену филозофију, као и најразличитије облике филозофског излагања - расправе и студије, синтетичке прегледе, чланке стручног и енциклопедијског карактера, фрагменте, медитативне записе и сл.
Павловићеви текстови откривају темељитог истраживача ретке филозофске културе и образованости, аутора који читаоце уводи у изворно грчко филозофирање, али исто тако умешно и у проблеме и филозофско разумевање савременог живота, његових опсена и идеологија. Павловић је филозоф у осами и медитацији, али и на агори, у дијалогу и у полемици. Био је усамљеник, изван школа и праваца, струја или партија, али ангажован у свим облицима филозофског и културног деловања - предавач на Универзитету, али и на јавним и популарним трибинама, уредник у филозофским часописима, једнако окренут најдубљим филозофским расправама, популаризацији филозофије и филозофском сучељавању са свакодневним животом.
Антички извори
Деловао је у времену када је, стицајем друштвених и културних околности, филозофија код нас, нарочито у Београду, имала вежније место неголи икада пре и после тога. Павловић је ту околност користио да би интересовање за филозофију усмеравао на њене античке изворе. Супротстављао се свођењу филозофске културе на пуку струку. Властити живот водио је одиста филозофски. Својим радом показивао је да је филозофија ствар слободног мишљења и дијалога, а не било какве догме и припадништва струјама које диктира време или различите идеологије. Више него ико други у нашој универзитетској средини, био је окренут студентима који су га прихватали као истинског учитеља у филозофији.
"Мислилац на агори", како приређивач насловљава део Павловићевих текстова из практичне филозофије и његова оглашавања на јавној сцени, на трибинама и у штампи, обелодањује један вид ауторовог ангажмана, али је истовремено и документ о једном раздобљу у нашој филозофији у којој је Бранко Павловић оставио свој препознатљив, трајан, али никада наметљив траг.
Труд Павловићевих ученика и поштовалаца и настојање да његово дело не остане заборављено, већ да га саберу, припреме за објављивање у учине доступним нашој културној јавности редак је подухват у нашој средини и сваке похвале вредан чин.
Може се очекивати да ће и друга "сабирања" која су у изгледу, а ваља их и подстицати, допринети бољем и потпунијем сагледавању кретања и домета у нашој филозофији. " 
- Ирина Деретић о непосотојању српске филозофске школе данас "Средишњи циљ пројекта „Историје српске филозофије” јесте темељно и критичко преиспитивање националне филозофске баштине, као и њеног односа са осталим дисциплинама духовних и природних наука, у циљу настојања да се покаже постојање идентитета и континуитета у развоју наше филозофије. Исто тако, овај пројекат представља тежњу и да се започне континуирано институционално бављење српском филозофијом, које у нашој новијој прошлости није остварено упркос великим и значајним доприносима појединаца попут Бранка Павловића, Михаила Ђурића, Слободана Жуњића, Илије Марића, Богумира Ђукића и других. "